# Лубенський музей К. М. Скаржинської
Лубенський музей К. М. Скаржинської — перший на українських землях приватний історико-краєзнавчий музей із яскраво вираженими рисами археологічного збиральництва. Діяв у 1874-1906 (за іншими джерелами заснований у 1885 р) роках у маєтку Катерини Миколаївни Скаржинської на хуторі Круглики під Лубнами на Полтавщині. 
Був осередком археологічного вивчення Дніпровського Лісостепового Лівобережжя. Під час досліджень та цілеспрямованого археологічного збиральництва у музеї було створене значне, взірцево документоване, зібрання старожитностей, походження якого пов'язується із більш ніж 200-ми пам'ятками території Середнього Подніпров'я, Лівобережжя Дніпра, Півдня України, Білорусі, Болгарії, Молдови, Росії.
Ця збірка пізніше склала основу колекцій сучасних Полтавського краєзнавчого, Художнього та деяких інших музеїв.

## Історія створення та існування
Заснований у 1885 році.
Музей мав ціле коло співробітників і громадських помічників : Кир'яков Григорій Степанович, Камінський Федір Іванович, Кульжинський Сергій Климентійович, хранитель музею Лавренко О. А. (1850-після 1917), земський діяч Леонтович І. М. (1860-після 1920), письменник та видавець Леонтович В. М. (1866-1933), професори Київського університету Феофілактов Костянтин Матвійович та Армашевський Петро Якович, колекціонер Остроградський С. М. (1836-після 1912), службовець Ізмайлов С. М. (+1899). Збирачами археологічних колекцій були вихованці Ф. І. Камінського: викладач Бочкарьов К. П., сини Г. С. Кир'якова — офіцери П. Г. та С. Г. Кир'якови, краєзнавець з Катеринославщини Золотницький В. В., неодноразовими дарителями — професор Авенаріус Михайло Петрович, граф Бобринський Олексій Олексійович, дослідник Роменщини Безпальчев Василь Федорович, археологи Єфименко Петро Петрович, Зарецький Іван Антонович, Ляскоронський Василь Григорович та ін.
На спрямування діяльності музею великий вплив мали київський нумізмат і археолог Болсуновський Карл Васильович та мистецтвознавець і публіцист Горленко Василь Петрович. Болсуновський купував для музею археологічні знахідки у антикварів Києва, Керчі й Одеси, Горленко — консультував співробітників музею, був першим популяризатором його колекцій.

## Опис музею
Музей займав спеціально споруджений двоповерховий флігель, для нього були виготовлені спеціальні вітрини і стенди. Вівся облік відвідувачів і екскурсійних груп. За три роки (1898 -1901) музей відвідало 1228 чоловік. Налічувалось 20 тисяч експонатів (археологічних - близько 3 тис. од зб., історії - 5178 од., етнографії - 9533 од., природознавства - 3836 од.).  Серед них - численні археологічні знахідки з Полтавщини, Харківщини, Криму, природничі коллекції з інших країн, коллекція античної кераміки, зброї 16 -19 ст., церковних старожитностей, речей побуту, особисті речі та автографи Є.П. Гребінки та Г.С. Сковороди, О.В. Суворова.
Музей мав багатий архів, який складали родові документальні збірки Леонтовичів, Кир'якових, Ограновичів, Райзерів та ін. Його книгозбірня налічувала 4 тис. томів. Діяла народна читальня.